# Umami

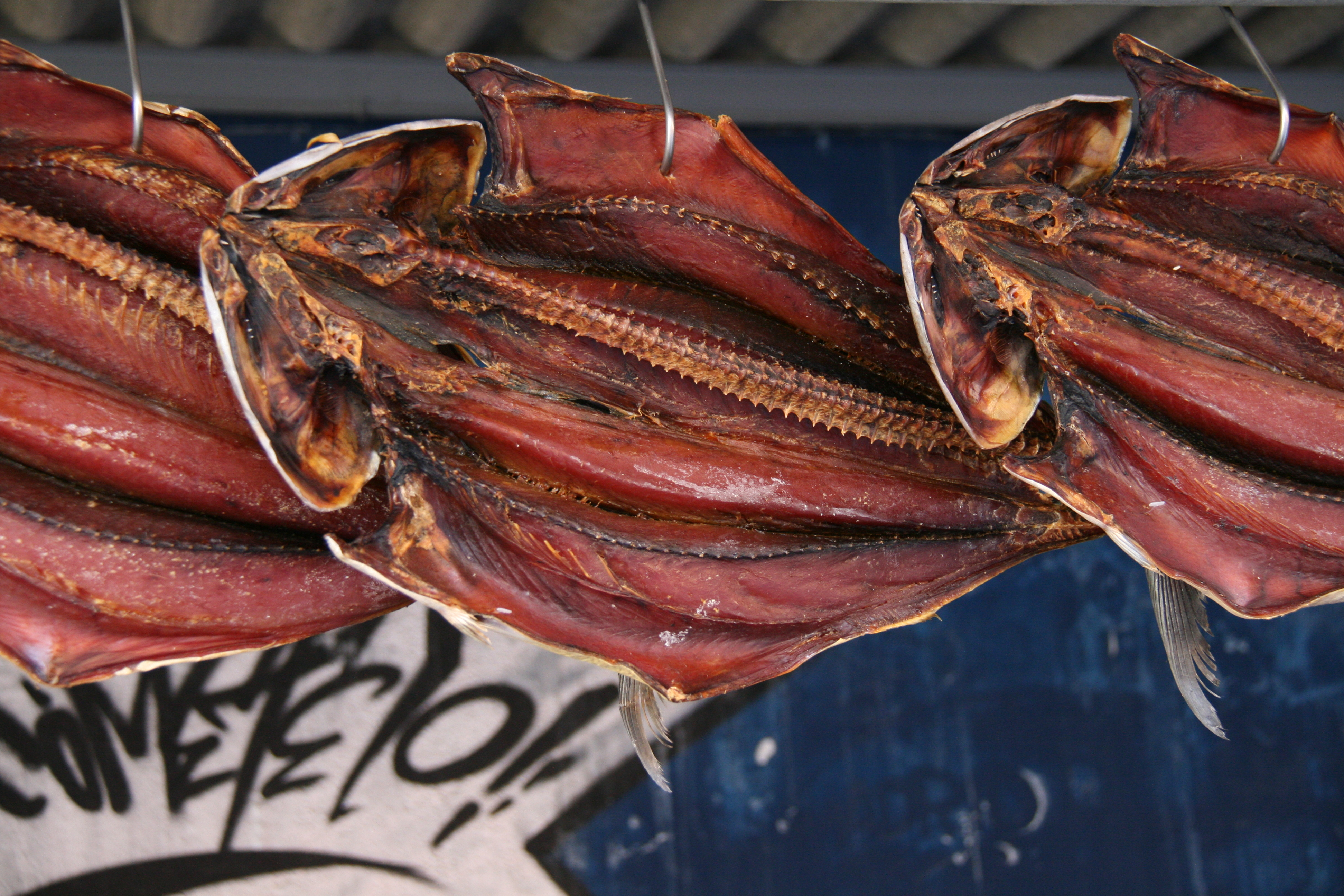
Bonítol salat que té el gust umami.

Umami (en japonès, うま味), també anomenat proteic, és un dels cinc gusts bàsics que reconeixen els receptors especialitzats de la llengua humana, a més del dolç, salat, amarg i àcid. És una paraula japonesa que significa «saborós». El gust umami va ser identificat pel químic japonès Kikunae Ikeda l'any 1908 però no fou acceptat com a gust bàsic fins a la dècada de 1980. A la Xina, umami es coneix com a xiānwèi (鮮味, literalment, «sabor fresc» o «sabor deliciós»). El gust umami es descriu sovint com un gust de brou o de carn.
Els glutamats i altres substàncies que normalment es troben en les carns, formatges, i certes verdures, o altres proteïnes en forma lliure, estimulen receptors específics en la llengua, resultant-ne el gust umami. Els condiments rics en glutamat es fan servir històricament en nombroses cultures per augmentar la palatabilitat dels aliments: la salsa de soia, el formatge parmesà, les anxoves i el pernil. Diversos potenciadors del gust, com ara el glutamat monosòdic (GMS), són afegits a aliments manufacturats per a intensificar el gust umami.

## Base química
Les substàncies que més estimulen el gust umami són l'ió glutamat i alguns nucleòtids, particularment el guanilat i l'inosinat. Les sals de totes aquestes molècules són additius comuns en la manufactura industrial d'aliments, emprats per a afegir un gust umami. Les formes acídiques d'aquests ions (àcid glutàmic, monofosfat de guanosina/àcid guanílic, i monofosfat d'inosina/àcid inosínic) no tenen gaire sabor, però les seves sals de sodi o potassi creen un gust agradable d'umami i són comunes en aliments preparats. L'àcid glutàmic és un aminoàcid, un dels monòmers que constitueixen les proteïnes; hi ha altres aminoàcids, com ara l'àcid aspàrtic, que provoquen, menys fortament, el gust umami. Un altre nucleòtid amb un gust umami, menys fort que l'inosinat o el guanilat, és l'adenilat, trobat en peixos i mariscs.
La combinació de l'ió glutamat amb un o més dels altres crea una sinergia amb un gust umami més fort que la suma dels gusts de qualssevol dels ions sols. De fet, el glutamat té poc gust llevat que la concentració sigui molt alta, però la combinació d'aquest amb una quantitat ínfima d'inosinat intensifica el gust umami enormement. L'addició d'una petita quantitat d'una combinació d'inosinat i guanilat pot augmentar la intensitat percebuda de glutamat per un factor de sis. En aliments naturals, el guanilat és comú en verdures i bolets, l'inosinat en carns, i el glutamat es troba en aliments d'origen animal o vegetal. Experiments amb altres mamífers indiquen que l'umami no és detectat només pels humans.
Experiments amb els nadons suggereixen que la preferència per aliments rics en gust umami és innat. La llet materna humana té una concentració de glutamat comparable a la del brou; quan investigadors ofereixen solucions de brou vegetal (amb molt poc gust umami), els nadons demostren desplaer; però brou vegetal amb glutamat monosòdic provoca una resposta semblant a la resposta a solucions dolces.
Abans de la identificació de les substàncies responsables del gust umami (de fet, abans d'encunyar del mot umami), els primers processos de manufactura industrial dels aliments feien servir ingredients rics en aminoàcids lliures. L'empresa alemanya Maggi GmbH va treure al mercat sopes deshidratades, una salsa anomenada Maggi-Würze, i daus de brou deshidratat, encara venuts a parts d'Europa, Àfrica, i Amèrica Llatina i similars a l'Avecrem de Gallina Blanca. Tots aquests productes contenen proteïna vegetal hidrolitzada, és a dir, processada amb àcids per descompondre-la en els seus aminoàcids constituents, formant glutamat lliure. L'èxit i el preu baix d'aquests productes depenia de la producció d'aliments amb el gust umami a partir d'ingredients crus d'origen vegetal, menys cars que fer una sopa o un brou a la manera tradicional. El menjar industrial encara fa servir proteïna vegetal o de llevat hidrolitzada per a afegir-ne els aminoàcids lliures.

## Funció
Alguns investigadors, incloent-hi Kikunae Ikeda, han especulat que el gust agradable d'umami representa una adaptació evolutiva; el glutamat és comú en una varietat d'aliments però ho és típicament en aliments rics en proteïna. De tota manera, hi ha aliments vegetals molt rics en glutamat que no tenen gaire proteïna, com ara els tomàquets i el te verd. No obstant això, experiments en animals indiquen que una dieta amb poca proteïna augmenta la preferència per solucions de glutamat. A més de la boca, l'estómac i els intestins també poden detectar glutamat en el menjar, cosa que suggereix que la capacitat de detectar el glutamat té alguna funció en la regulació de la digestió.

## Sensació
L'umami és difícil de descriure amb precisió. Durant la major part del segle xx, investigadors occidentals mostraven escepticisme davant la idea que l'umami fos pròpiament un gust. Alguns mantenien que l'umami només intensificava altres gusts; d'altres argumentaven que l'umami era el resultat d'alguna combinació dels quatre gusts incontrovertits. En un estudi de subjectes japonesos familiaritzats amb l'umami, se'ls va demanar que descriguessin alguns plats després de l'addició de glutamat monosòdic sense usar el terme 'umami'; els subjectes van respondre amb termes molt similars als termes emprats per a descriure l'umami a l'occident: intensifica els altres sabors, augmenta l'espessor percebut de l'aliment, i crea un sentit d'una boca plena. Aquest únic aspecte tàctil ha estat notat des dels primers estudis del gust umami.
Com els altres gusts, llevat el dolç, l'umami és acceptable només per sota d'un màxim d'intensitat. El glutamat pur, en la forma de GMS, és desagradable, i segons estudis, només millora el sabor d'un aliment en combinació amb altres aminoàcids (comuns en molts aliments cuits) i sal. El GMS només millora alguns plats; les verdures, la carn, i el peix són més agradables condimentats amb GMS, mentre que els plats dolços i els cereals no demostren cap diferència o empitjoren. El sabor d'umami persisteix per més temps que els altres gusts, segons estudis; de fet, la sensació augmenta per una estona breu després d'empassar-se'l, mentre que els quatre altres gusts bàsics disminueixen ràpidament. El gust d'umami pareix no tenir interaccions sinergètiques amb els altres gusts bàsics llevat de la sal (l'addició de GMS augmenta l'acceptabilitat d'aliments amb poca sal i augmenta la salinitat percebuda d'un plat), però encara que és desagradable sol, una solució de glutamat és agradable en la presència d'una olor adequada, cosa que suggereix que l'efecte agradable de l'umami en un aliment requereix la combinació de glutamat a la llengua amb l'olor emès de l'aliment.

## Descobriment

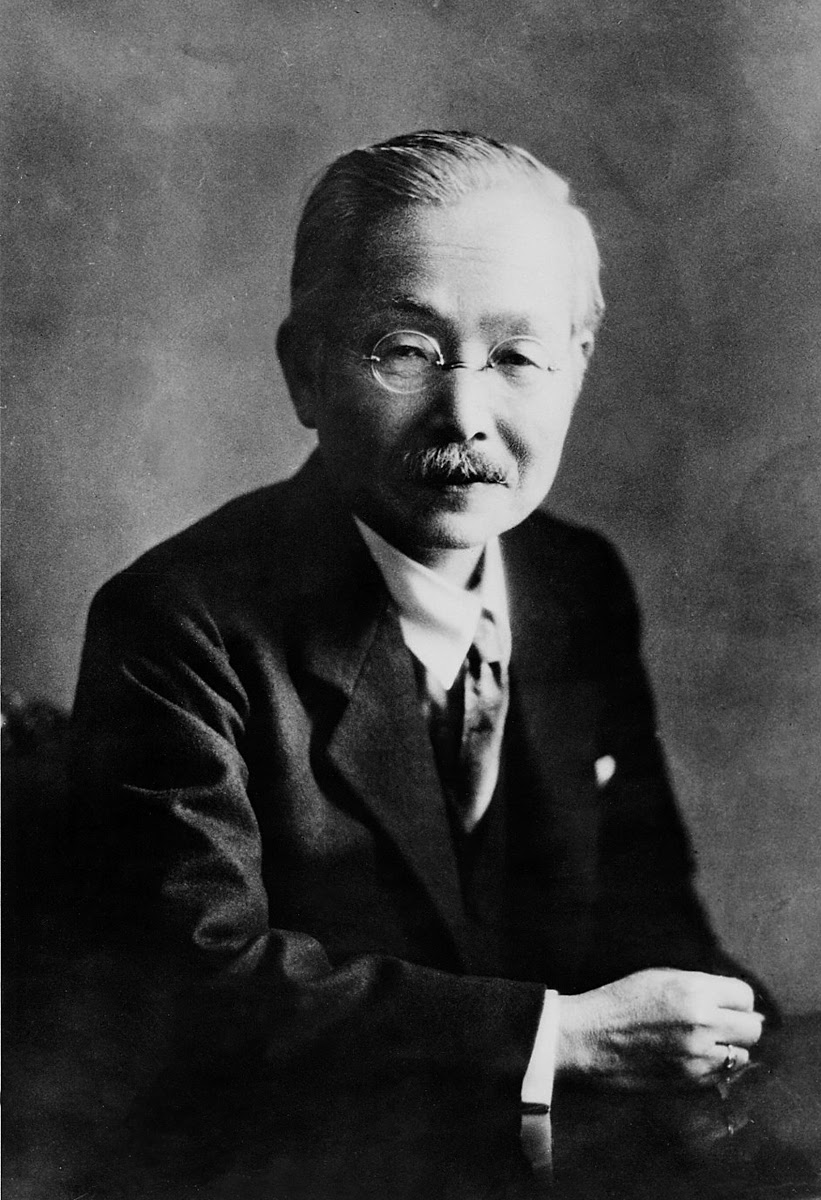
Kikunae Ikeda

Kikunae Ikeda, professor de química física a la Universitat de Tòquio, va començar l'any 1907 a estudiar el kombu, una alga marina molt usada en la cuina japonesa. Estava convençut que hi havia alguna substància química present en el kombu responsable del seu gust. Va emprar kombu sec, purificant-lo per a treure'n la sal comuna i el manitol, i deixar un gust pur. El 1908, després d'haver purificat i cristal·litzat la substància, va poder identificar-la com a glutamat i va confirmar que era la substància que creava el gust, que va anomenar umami.
Aleshores Ikeda començà a estudiar el bonítol sec, un altre ingredient comú en la cuina japonesa. Un estudiant seu, Shintaro Kodama, va identificar l'ió inosinat, una altra substància amb gust umami; no fou fins algunes dècades més tard que el guanilat va ser identificat per Akira Kuninaka en els bolets xiitake. Fou Kuninaka també qui va descobrir la sinergia entre diferents substàncies amb gust umami. Després d'identificar aquestes substàncies umami, altres investigadors van mesurar-ne la quantitat en què es trobaven en diversos aliments. Aliments com ara el tomàquet, el formatge madur, i algunes algues comestibles en tenen altes concentracions.
Fou el resultat d'estudis neurològics en animals que l'umami finalment va ser reconegut per la comunitat científica com a gust bàsic en la dècada de 1980. Estudis en animals van establir l'existència de neurones al cervell i a la boca que responen només a la sensació d'umami, encara que diferents espècies d'animals no responen igual a les diverses substàncies umami; alguns, per exemple, no mostren cap sinergia entre el glutamat i els altres ions amb gust umami. S'han fet més investigacions per a identificar receptors específics que detectin el gust umami.

## Ús culinari
La carn cuita i certes verdures són fonts naturals d'aquestes substàncies. El peix (si no és extremament fresc) i els mariscs particularment tenen moltes substàncies amb gust umami. L'ou centenari també té gust umami "naturalment", degut al seu processament. Els bolets, el te verd, els tomàquets, els espinacs, l'api, la col xinesa, i especialment les algues comestibles són fonts vegetarianes de l'umami.
Tradicions culinàries de tot el món empren ingredients rics en gust umami, particularment aliments conservats o fermentats. Els romans condimentaven el seu menjar amb garum, una salsa feta de peix fermentat. Es fa servir avui en dia un ingredient molt semblant, la salsa de peix, en la cuina de l'Àsia Sud-oriental. Altres ingredients asiàtics amb un sabor fort d'umami inclouen el miso, la salsa de soia i el douchi, una forma de grans de soia salats i fermentats fins que es tornen negres. En la cuina moderna d'Europa, ingredients com ara les anxoves, els formatges durs, i tota mena de carn curada s'empren pel seu gust umami. Aquests ingredients, com els de la cuina d'Àsia, tenen un sabor fort que permet l'ús de petites quantitats per a condimentar un plat fet d'aliments sense sabor umami i fer-lo més saborós.
Alguns combinacions tradicionals combinen glutamat amb inosinat o guanilat, resultant en una sinergia que crea un sabor fort d'umami. Per exemple, salses italianes fet a base de tomàquet —ric en glutamat— combinat amb la carn per fer una bolonyesa, o amb les anxoves per una puttanesca, resulten en la sinergia entre el glutamat i l'inosinat per una intensa sensació d'umami. La combinació de tomàquet amb bolets —rics en guanilat— té el mateix efecte. Combinacions similars, d'aliments rics en glutamat com la col xinesa o la salsa de soia, amb ingredients rics en guanilat (com ara els bolets xiitake), o en inosinat (com la carn de porc o la salsa de peix), són molt comuns en les gastronomies d'Àsia. Per exemple, la combinació de carn de porc amb col xinesa en els jiaozi és popular a la Xina, al Japó, a Corea, i a altres països asiàtics. Plats que inclouen carn o peix, condimentats amb la salsa de soia, també demostren aquesta sinergia. El brou dashi, un ingredient imprescindible de la cuina japonesa, és fet de kombu i bonítol sec i és un exemple molt pur del gust umami.
A causa de l'atenció al gust umami en els mitjans de comunicació populars, a Anglaterra s'ha comercialitzat un condiment anomenat Taste #5, presentat com a font concentrada del gust umami. El condiment conté puré de tomàquet, cep i anxova per a un intens efecte umami.